# Географія Палестини

Історичні кордони Палестини

Палестина історично поділяється на 4 географічні області: Прибережна (до Середземного моря) рівнина, Галілея (північна частина), Самарія (центральна частина, на північ від Єрусалима) та Юдея (південна частина, разом з Єрусалимом). Цими географічними назвами оперує, зокрема, Біблія.
У наш час територію Самарії та Юдеї в україномовних джерелах заведено називати «Західний берег річки Йордан».
Галілея, Самарія та Юдея складаються з ряду гірських груп, долин та пустель. Гори на півдні — Юдейське плато, в середині — Самарійські гори (Гризин, Гевал), далі Фавор (562 м над рівнем моря), Малий Гермон (515 м), Кармель (551 м), на півночі Гермон (2814 м). В глибоких западинах (значно нижче рівня моря) розташовані Тиверіадське озеро (212 м нижче рівня моря), Мертве море (найглибша западина на земній кулі, на 400 м нижче рівня моря).
Наразі Палестина розділена на дві частини — Західний берег річки Йордан та Сектор Гази.

## Західний берег річки Йордан

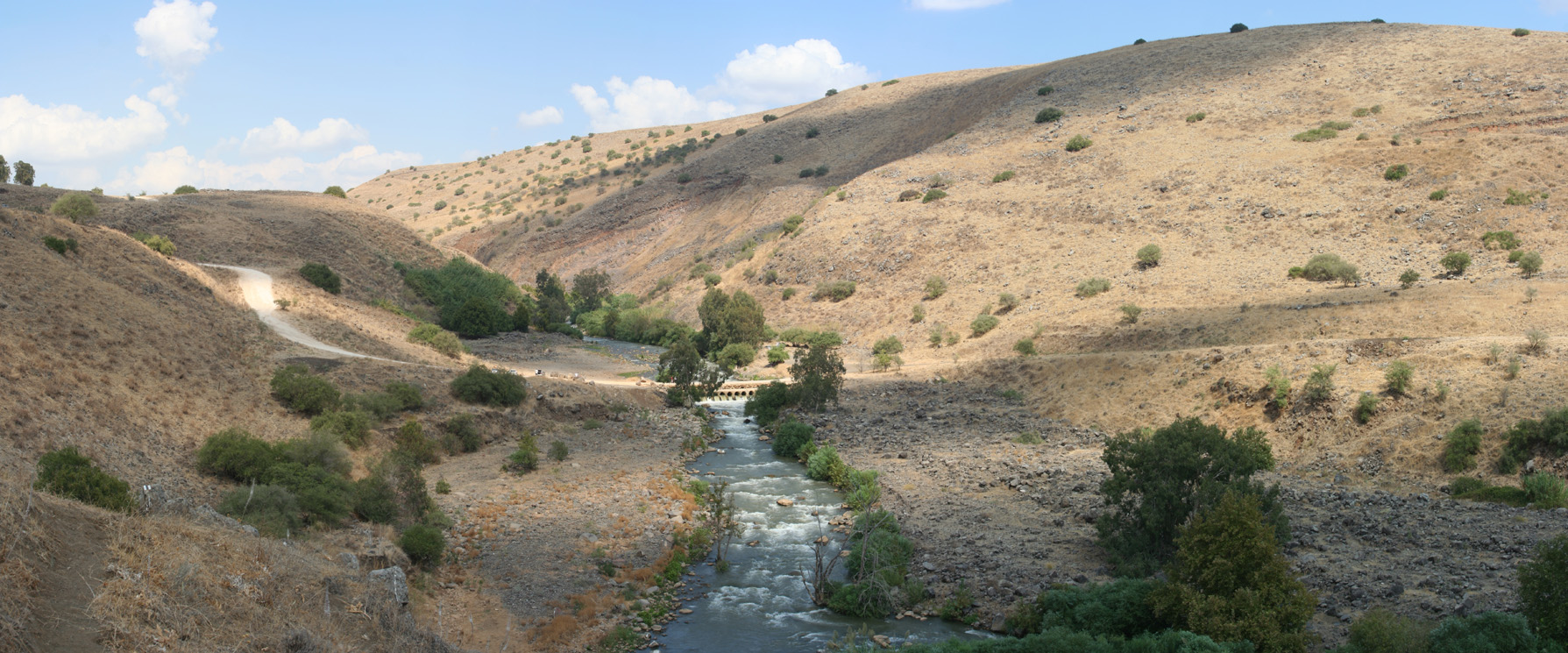
Річка Йордан

Площа території Західного берегу річки Йордан становить 5,8 тис. км². Загальна довжина кордонів — 404 км. Там м'який клімат із м'якими зимами і жарким літом. Найвища точка — Таль Асур (1022 м), найнижча — Мертве море (−408 м). З природних ресурсів тут лише землі, придатні для сільського господарства завдяки зрошуванню.
Західний берег річки Йордан є рівниною, що порізана горбами. Рівнина здебільшого складається з височин, на заході місцями існує рослинність, але територія здебільшого пустельна. Територія Західного берегу не має виходу до моря. На даній території лісистість становить всього 1 % загальної площі.
Клімат даної території здебільшого середземноморський, злегка охолоджений повітряними потоками з узбережжя. На сході лежить Юдейська пустеля та узбережжя Мертвого моря, які осушують повітряні маси та роблять погоду сухою та гарячою.
Відповідно до Угод Осло 1993 року територія поділена та три категорії територій (А, В та С) залежно від того, хто складає більшість населення на них.
Населення території у 2007 році становило близько 2,5 млн осіб. Однак, подібні обчислення чисельності населення є неточними через постійні міграційні потоки, проблеми з реєстрацією та небажанням самих арабів визнавати себе жителями окупованих територій.
Найбільшими містами є Єрусалим, Набл, Рамала, Дженін, Геброн. В релігійному відношенні 75 % населення Західного берегу є мусульманами, 17 % — євреї, 8 % — християни та інші. Західний берег має 5147 км доріг, усі з яких є асфальтованими. Єдиним аеропортом на даній території був аеропорт Атарот поблизу Рамала, але він був закритий у 2001 році.

## Сектор Гази

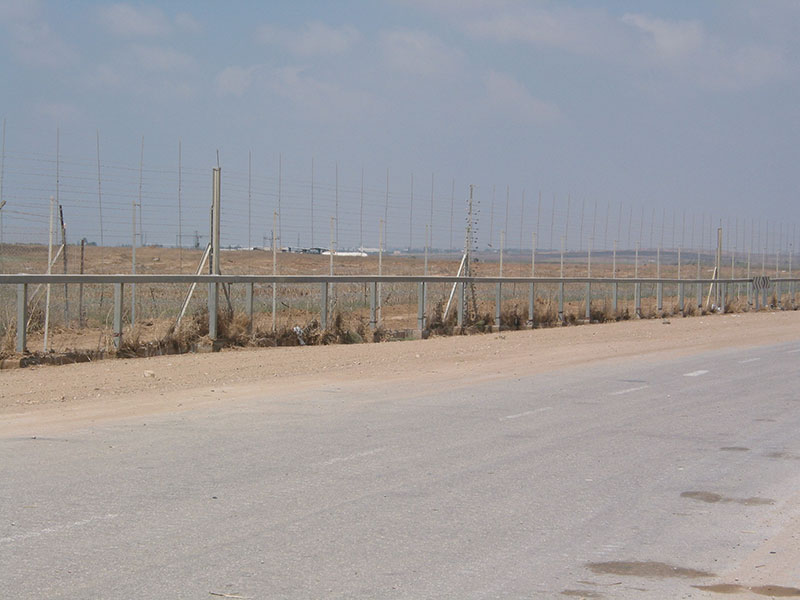
Кордон з Ізраїлем

Сектор Гази має площу всього в 360 км². Загальна довжина кордонів — 62 км. Клімат тут із м'якими зимами і сухим та гарячим літом. Територія складається з рівнинних ділянок та піщаних дюн. Найнижча точка — Середземне море — 0 м, найвища — Абу Авгад (105 м).
Сектор Гази має пустельний сухий клімат. Рівнина здебільшого горбиста з дюнами на узбережжі. Природні ресурси включають зрошувані землі та недавно відкриті поклади природного газу. Проблеми довкілля включають аридизацію, засолення питної води, деградацію ґрунтів. Сектор Гази майже повністю залежний від води з Ваді Газа, який також є ресурсною базою для Ізраїлю.
У 2010 році населення Сектору Газа становило близько 1,6 млн осіб, з яких майже мільйон становили зареєстровані ООН біженці. Більшість палестинців є нащадками біженців, які покинули свої землі після становлення Ізраїльської держави. Більшість населення сповідує іслам сунітського напряму, але є кілька тисяч християн.
У всіх своїх комунікаціях Сектор Гази залежний від інфраструктури, яку встановив Ізраїль для зв'язку зі своїми поселеннями.
Економічна діяльність на території Палестини постійно пригнічена через окупацію. Рівень безробіття постійно становив понад 20 % після 2000 року.